# Ambassadeur des États-Unis en Israël
Cet article présente la liste des ambassadeurs des États-Unis auprès de l'État d'Israël.
- James Grover McDonald – nomination politique
  - Titre : Ambassadeur extraordinaire et plénipotentiaire
  - Nomination : 18 mars 1949
  - Présentation des créances : 28 mars 1949
  - Fin de mission : 13 décembre 1950
- Monnett Bain Davis – Foreign Service Officer (FSO) de carrière
  - Titre : Ambassadeur extraordinaire et plénipotentiaire
  - Nomination : 1er février 1951
  - Présentation des créances : 26 février 1951
  - Fin de mission : 26 décembre 1953 (mort en poste)
- Edward B. Lawson – FSO de carrière
  - Titre : Ambassadeur extraordinaire et plénipotentiaire
  - Nomination : 9 avril 1954
  - Présentation des créances : 12 novembre 1954
  - Fin de mission : 17 février 1959
- Ogden Rogers Reid – FSO de carrière
  - Titre : Ambassadeur extraordinaire et plénipotentiaire
  - Nomination : 5 juin 1959
  - Présentation des créances : 2 juillet 1959
  - Fin de mission : quitte Israël le 19 janvier 1961
- Walworth Barbour – FSO de carrière
  - Titre : Ambassadeur extraordinaire et plénipotentiaire
  - Nomination : 11 mai 1961
  - Présentation des créances : 12 juin 1961
  - Fin de mission : 19 janvier 1973
- Kenneth B. Keating – nomination politique
  - Titre : Ambassadeur extraordinaire et plénipotentiaire
  - Nomination : 22 juin 1973
  - Présentation des créances : 28 août 1973
  - Fin de mission : mort à New York le 5 mai 1975[1]
- Malcolm Toon – FSO de carrière
  - Titre : Ambassadeur extraordinaire et plénipotentiaire
  - Nomination : 9 juin 1975
  - Présentation des créances : 10 juillet 1975
  - Fin de mission : 27 décembre 1976
- Samuel W. Lewis – FSO de carrière
  - Titre : Ambassadeur extraordinaire et plénipotentiaire
  - Nomination : 26 avril 1977
  - Présentation des créances : 25 mai 1977
  - Fin de mission : 31 mai 1985
- Thomas R. Pickering – FSO de carrière
  - Titre : Ambassadeur extraordinaire et plénipotentiaire
  - Nomination : 12 juillet 1985
  - Présentation des créances : 6 août 1985
  - Fin de mission : 28 décembre 1988
- William Andreas Brown – FSO de carrière
  - Titre : Ambassadeur extraordinaire et plénipotentiaire
  - Nomination : 22 novembre 1988
  - Présentation des créances : 29 décembre 1988
  - Fin de mission : 7 janvier 1992
- William Caldwell Harrop – FSO de carrière
  - Titre : Ambassadeur extraordinaire et plénipotentiaire
  - Nomination : 21 novembre 1991
  - Présentation des créances : 21 janvier 1992
  - Fin de mission : 7 mai 1993
- Edward Djerejian – FSO de carrière
  - Titre : Ambassadeur extraordinaire et plénipotentiaire
  - Nomination : 22 novembre 1993
  - Présentation des créances : 13 janvier 1994
  - Fin de mission : 9 août 1994
- Martin Indyk – nomination politique
  - Titre : Ambassadeur extraordinaire et plénipotentiaire
  - Nomination : 4 mars 1995
  - Présentation des créances : 10 avril 1995
  - Fin de mission : 27 septembre 1997
- Edward S. Walker, Jr. – FSO de carrière
  - Titre : Ambassadeur extraordinaire et plénipotentiaire
  - Nomination : 10 novembre 1997
  - Présentation des créances : 24 décembre 1997
  - Fin de mission : 23 janvier 2000

- Martin Indyk – nomination politique
  - Titre : Ambassadeur extraordinaire et plénipotentiaire
  - Nomination : 16 novembre 1999
  - Présentation des créances : 25 janvier 2000
  - Fin de mission : 13 juillet 2001

- Daniel C. Kurtzer – FSO de carrière
  - Titre : Ambassadeur extraordinaire et plénipotentiaire
  - Nomination : 12 juillet 2001
  - Présentation des créances : 18 juillet 2001
  - Fin de mission : 17 juillet 2005

- Richard Henry Jones – FSO de carrière
  - Titre : Ambassadeur extraordinaire et plénipotentiaire
  - Nomination : 2 août 2005
  - Présentation des créances : 26 septembre 2005
  - Fin de mission : 27 avril 2008

- James B. Cunningham – FSO de carrière
  - Titre : Ambassadeur extraordinaire et plénipotentiaire
  - Nomination : 30 juin 2008
  - Présentation des créances : 17 septembre 2008
  - Fin de mission : c. juin 2011

- Daniel B. Shapiro – nomination politique
  - Titre : Ambassadeur extraordinaire et plénipotentiaire
  - Nomination : 8 juillet 2011[2]
  - Présentation des créances : 3 août 2011
  - Fin de mission : 20 janvier 2017

- David M. Friedman – nomination politique
  - Titre : Ambassadeur extraordinaire et plénipotentiaire
  - Nomination : 15 décembre 2016
  - Présentation des créances : 15 mai 2017
  - Fin de mission : 20 janvier 2021

- Thomas R. Nides – nomination politique
  - Titre : Ambassadeur extraordinaire et plénipotentiaire
  - Nomination : 15 juin 2021
  - Présentation des créances : 5 décembre 2021
  - Fin de mission : 21 juillet 2023

- Jack Lew – nomination politique
  - Titre : Ambassadeur extraordinaire et plénipotentiaire
  - Nomination : 5 septembre 2023
  - Présentation des créances : 5 novembre 2023
  - Fin de mission : 20 janvier 2025

- Mike Huckabee – nomination politique
  - Titre : Ambassadeur extraordinaire et plénipotentiaire
  - Nomination : 12 novembre 2024
  - Présentation des créances : 21 avril 2025